# Apuka
Die Apuka (russisch Апу́ка) ist ein 296 km langer Zufluss des Beringmeeres im Nordosten der Region Kamtschatka.

## Flusslauf
Die Apuka entspringt im Korjakengebirge auf einer Höhe von etwa 1000 m. Sie strömt in überwiegend südlicher Richtung durch das Bergland. Bei Flusskilometer 110, unterhalb der Einmündung des linken Nebenflusses Atschaiwajam, befindet sich am rechten Flussufer die Ortschaft Atschaiwajam. Die Apuka wendet sich auf den unteren 110 Kilometern in Richtung Südsüdwest. Sie mündet schließlich in die Oljutorski-Bucht. Auf einer Nehrung östlich der Mündung befindet sich die Ortschaft Apuka. Die Mündung der Pachatscha liegt 20 km weiter westlich.
Das Einzugsgebiet der Apuka befindet sich im Rajon Oljutorski und umfasst eine Fläche von 13.600 km². Der mittlere Abfluss der Apuka beträgt 340 m³/s.

## Fischfauna
Im Flusssystem der Apuka kommen fünf pazifische Lachsarten vor: Rotlachs, Königslachs, Ketalachs, Buckellachs und Silberlachs.